# Papi Brútul
Papi Brútul (en llatí Papius Brutulus) fou un home de rang noble i gran poder entre els samnites, el principal impulsor de seguir l'anomenada segona guerra samnita contra Roma. Després de diverses derrotes samnites, el 322 aC, van decidir entregar a Brútul als romans per aconseguir la pau. Però només van poder entregar el seu cadàver, ja que Brútul va posar fi a la seva pròpia vida abans de caure en mans dels romans.